# Cầu lông tại Đại hội Thể thao Bán đảo Đông Nam Á 1961
Môn cầu lông tại Đại hội Thể thao Bán đảo Đông Nam Á năm 1961 được tổ chức tại thành phố Rangoon, Miến Điện từ ngày 11 đến ngày 16 tháng 12 năm 1961. Có năm nội dung thi đấu được tổ chức, bao gồm: đơn nam, đôi nam, đơn nữ, đôi nữ và đôi nam nữ.

## Tóm tắt kết quả
| Nội dung   | Vàng                                             | Bạc                                                | Đồng                                 |
| ---------- | ------------------------------------------------ | -------------------------------------------------- | ------------------------------------ |
| Đơn nam    | Channarong Ratanaseangsuang · Thái Lan           | Smas Slayman · Campuchia                           | Teh Kew San · Malaysia               |
| Đôi nam    | Ng Boon Bee · Tan Yee Khan · Malaysia            | Narong Bhornchima · Raphi Kanchanaraphi · Thái Lan | Myint Htoon · Maung Hla · Miến Điện  |
| Đơn nữ     | Tan Gaik Bee · Malaysia                          | Pachara Pattabongse · Thái Lan                     | Sio Chin Chu · Miến Điện             |
| Đôi nữ     | Sumol Chanklum · Pankae Phongarn · Thái Lan      | Tan Gaik Bee · Jean Moey · Malaysia                | Ma Thin Wa · Pamela Fink · Miến Điện |
| Đôi nam nữ | Raphi Kanchanaraphi · Pankae Phongarn · Thái Lan | Ng Boon Bee · Ng Mei Ling · Malaysia               | Maung Hla · Ma Thida · Miến Điện     |

## Kết quả

### Đơn nam
|  | Tứ kết | Tứ kết      | Tứ kết     | Tứ kết       | Tứ kết |                             |    | Bán kết | Bán kết                     | Bán kết               | Bán kết               | Bán kết               |                       |  | Chung kết | Chung kết | Chung kết | Chung kết | Chung kết |  |
|  |        |             |            |              |        |                             |    |         |                             |                       |                       |                       |                       |  |           |           |           |           |           |  |
|  |        |             |            |              |        |                             |    |         | Channarong Ratanaseangsuang | 15                    | 11                    | 15                    |                       |  |           |           |           |           |           |  |
|  |        |             |            |              |        |                             |    |         | Channarong Ratanaseangsuang | 15                    | 11                    | 15                    |                       |  |           |           |           |           |           |  |
|  |        |             |            | Teh Kew San  | 9      | 15                          | 12 |         |                             |                       |                       |                       |                       |  |           |           |           |           |           |  |
|  |        | Teh Kew San | 15         | Teh Kew San  | 9      | 15                          | 12 | 15      |                             |                       |                       |                       |                       |  |           |           |           |           |           |  |
|  |        |             |            |              |        |                             |    | 15      |                             |                       |                       |                       |                       |  |           |           |           |           |           |  |
|  |        | S. P. Barua | 7          | 6            |        |                             |    |         |                             |                       |                       |                       |                       |  |           |           |           |           |           |  |
|  |        | S. P. Barua | 7          | 6            |        | Channarong Ratanaseangsuang | 15 | 15      |                             |                       |                       |                       |                       |  |           |           |           |           |           |  |
|  |        |             |            |              |        |                             |    |         |                             |                       |                       |                       |                       |  |           |           |           |           |           |  |
|  |        |             |            | Smas Slayman | 1      | 3                           |    |         |                             |                       |                       |                       |                       |  |           |           |           |           |           |  |
|  |        |             |            |              |        | 3                           |    |         |                             |                       |                       |                       |                       |  |           |           |           |           |           |  |
|  |        |             |            |              |        |                             |    |         |                             |                       |                       |                       |                       |  |           |           |           |           |           |  |
|  |        |             |            |              |        |                             |    |         |                             |                       |                       |                       |                       |  |           |           |           |           |           |  |
|  |        |             | Vongdeuane | 8            | 4      |                             |    |         | Tranh huy chương đồng       | Tranh huy chương đồng | Tranh huy chương đồng | Tranh huy chương đồng | Tranh huy chương đồng |  |           |           |           |           |           |  |
|  |        |             |            |              |        |                             |    |         |                             |                       |                       |                       |                       |  |           |           |           |           |           |  |
|  |        |             |            | Smas Slayman | 15     | 15                          |    |         |                             |                       |                       |                       |                       |  |           |           |           |           |           |  |
|  |        |             |            |              |        | 15                          |    |         |                             | Teh Kew San           | w                     | /                     | o                     |  |           |           |           |           |           |  |
|  |        |             |            |              |        |                             |    |         |                             | Teh Kew San           | w                     | /                     | o                     |  |           |           |           |           |           |  |
|  |        |             |            |              |        |                             |    |         | Vongdeuane                  |                       |                       |                       |                       |  |           |           |           |           |           |  |

### Đôi nam
|  | Tứ kết | Tứ kết                        | Tứ kết                   | Tứ kết                                | Tứ kết |                          |    | Bán kết | Bán kết               | Bán kết               | Bán kết               | Bán kết               |                       |  | Chung kết | Chung kết | Chung kết | Chung kết | Chung kết |  |
|  |        |                               |                          |                                       |        |                          |    |         |                       |                       |                       |                       |                       |  |           |           |           |           |           |  |
|  |        | Ng Boon Bee Tan Yee Khan      | 15                       | 15                                    |        |                          |    |         |                       |                       |                       |                       |                       |  |           |           |           |           |           |  |
|  |        | Ng Boon Bee Tan Yee Khan      | 15                       | 15                                    |        |                          |    |         |                       |                       |                       |                       |                       |  |           |           |           |           |           |  |
|  |        | Bounpheng Siaksone Vongdeuane | 2                        | 2                                     |        |                          |    |         |                       |                       |                       |                       |                       |  |           |           |           |           |           |  |
|  |        | Bounpheng Siaksone Vongdeuane | 2                        | 2                                     |        | Ng Boon Bee Tan Yee Khan | 15 | 15      |                       |                       |                       |                       |                       |  |           |           |           |           |           |  |
|  |        |                               |                          |                                       |        | Ng Boon Bee Tan Yee Khan | 15 | 15      |                       |                       |                       |                       |                       |  |           |           |           |           |           |  |
|  |        |                               |                          | Oun Phen Yan Saravuth                 | 2      | 2                        |    |         |                       |                       |                       |                       |                       |  |           |           |           |           |           |  |
|  |        |                               |                          |                                       |        | 2                        |    |         |                       |                       |                       |                       |                       |  |           |           |           |           |           |  |
|  |        |                               |                          |                                       |        |                          |    |         |                       |                       |                       |                       |                       |  |           |           |           |           |           |  |
|  |        |                               |                          |                                       |        |                          |    |         |                       |                       |                       |                       |                       |  |           |           |           |           |           |  |
|  |        |                               | Ng Boon Bee Tan Yee Khan | 15                                    | 6      | 15                       |    |         |                       |                       |                       |                       |                       |  |           |           |           |           |           |  |
|  |        |                               |                          |                                       |        |                          |    |         |                       |                       |                       |                       |                       |  |           |           |           |           |           |  |
|  |        |                               |                          | Narong Bhornchima Raphi Kanchanaraphi | 8      | 15                       | 10 |         |                       |                       |                       |                       |                       |  |           |           |           |           |           |  |
|  |        |                               |                          |                                       |        | 15                       | 10 |         |                       |                       |                       |                       |                       |  |           |           |           |           |           |  |
|  |        |                               |                          |                                       |        |                          |    |         |                       |                       |                       |                       |                       |  |           |           |           |           |           |  |
|  |        |                               |                          |                                       |        |                          |    |         |                       |                       |                       |                       |                       |  |           |           |           |           |           |  |
|  |        |                               | Myint Htoon Maung Hla    | 9                                     | 9      |                          |    |         | Tranh huy chương đồng | Tranh huy chương đồng | Tranh huy chương đồng | Tranh huy chương đồng | Tranh huy chương đồng |  |           |           |           |           |           |  |
|  |        |                               |                          |                                       |        |                          |    |         |                       |                       |                       |                       |                       |  |           |           |           |           |           |  |
|  |        |                               |                          | Narong Bhornchima Raphi Kanchanaraphi | 15     | 15                       |    |         |                       |                       |                       |                       |                       |  |           |           |           |           |           |  |
|  |        |                               |                          |                                       |        | 15                       |    |         |                       | Oun Phen Yan Saravuth | 1                     | 8                     |                       |  |           |           |           |           |           |  |
|  |        |                               |                          |                                       |        |                          |    |         |                       | Oun Phen Yan Saravuth | 1                     | 8                     |                       |  |           |           |           |           |           |  |
|  |        |                               |                          |                                       |        |                          |    |         | Myint Htoon Maung Hla | 15                    | 15                    |                       |                       |  |           |           |           |           |           |  |

### Đơn nữ

#### Thi đấu vòng tròn
| VT | Đội                 | ST | T | B | VT | VB | HS | ĐT | ĐB | HS  | Đ | Giành quyền tham dự |
| -- | ------------------- | -- | - | - | -- | -- | -- | -- | -- | --- | - | ------------------- |
| 1  | Tan Gaik Bee        | 2  | 2 | 0 | 4  | 1  | +3 | 51 | 27 | +24 | 2 | Huy chương vàng     |
| 2  | Pachara Pattabongse | 2  | 1 | 1 | 3  | 2  | +1 | 48 | 31 | +17 | 1 | Huy chương bạc      |
| 3  | Sio Chin Chu (H)    | 2  | 0 | 2 | 0  | 4  | −4 | 3  | 44 | −41 | 0 | Huy chương đồng     |

| Ngày        | Thời gian | Vận động viên 1     | Tỷ số | Vận động viên 2     | Set 1 | Set 2 | Set 3 |
| ----------- | --------- | ------------------- | ----- | ------------------- | ----- | ----- | ----- |
| 13 tháng 12 | 18:30     | Pachara Pattabongse | 2–0   | Sio Chin Chu        | 11–2  | 11–0  |       |
| 13 tháng 12 | 19:00     | Tan Gaik Bee        | 2–0   | Sio Chin Chu        | 11–0  | 11–1  |       |
| 14 tháng 12 | 18:00     | Tan Gaik Bee        | 2–0   | Pachara Pattabongse | 6–11  | 12–11 | 11–4  |

### Đôi nữ

#### Thi đấu vòng tròn
| VT | Đội                            | ST | T | B | VT | VB | HS | ĐT | ĐB | HS  | Đ | Giành quyền tham dự |
| -- | ------------------------------ | -- | - | - | -- | -- | -- | -- | -- | --- | - | ------------------- |
| 1  | Sumol Chanklum Pankae Phongarn | 2  | 2 | 0 | 4  | 1  | +3 | 71 | 30 | +41 | 2 | Huy chương vàng     |
| 2  | Tan Gaik Bee Jean Moey         | 2  | 1 | 1 | 3  | 2  | +1 | 59 | 43 | +16 | 1 | Huy chương bạc      |
| 3  | Ma Thin Wa Pamela Fink (H)     | 2  | 0 | 2 | 0  | 4  | −4 | 3  | 60 | −57 | 0 | Huy chương đồng     |

| Ngày        | Thời gian | Vận động viên 1                | Tỷ số | Vận động viên 2                                                          | Set 1 | Set 2 | Set 3 |
| ----------- | --------- | ------------------------------ | ----- | ------------------------------------------------------------------------ | ----- | ----- | ----- |
| 13 tháng 12 | 18:30     | Sumol Chanklum Pankae Phongarn | 2–0   | Tan Gaik Bee Jean Moey                                                   | 11–15 | 15–2  | 15–12 |
| 13 tháng 12 | 19:00     | Ma Thin Wa Pamela Fink         | 0–2   | Tan Gaik Bee Jean Moey                                                   | 1–15  | 1–15  |       |
| 14 tháng 12 | 18:00     | Sumol Chanklum Pankae Phongarn | 2–0   | Bản mẫu:Country data BIR Ma Thin Wa Bản mẫu:Country data BIR Pamela Fink | 15–0  | 15–1  |       |

### Đôi nam nữ

#### Thi đấu vòng tròn
| VT | Đội                                 | ST | T | B | VT | VB | HS | ĐT | ĐB | HS  | Đ | Giành quyền tham dự |
| -- | ----------------------------------- | -- | - | - | -- | -- | -- | -- | -- | --- | - | ------------------- |
| 1  | Raphi Kanchanaraphi Pankae Phongarn | 2  | 2 | 0 | 4  | 0  | +4 | 71 | 30 | +41 | 2 | Huy chương vàng     |
| 2  | Ng Boon Bee Ng Mei Ling             | 2  | 1 | 1 | 2  | 2  | 0  | 49 | 43 | +6  | 1 | Huy chương bạc      |
| 3  | Maung Hla Ma Thida (H)              | 2  | 0 | 2 | 0  | 4  | −4 | 3  | 40 | −37 | 0 | Huy chương đồng     |

| Ngày        | Thời gian | Vận động viên 1                     | Tỷ số | Vận động viên 2         | Set 1 | Set 2 | Set 3 |
| ----------- | --------- | ----------------------------------- | ----- | ----------------------- | ----- | ----- | ----- |
| 13 tháng 12 | 18:30     | Ng Boon Bee Ng Mei Ling             | 2–0   | Maung Hla Ma Thida      | 15–7  | 15–4  |       |
| 13 tháng 12 | 19:00     | Raphi Kanchanaraphi Pankae Phongarn | 2–0   | Maung Hla Ma Thida      | 15–2  | 15–11 |       |
| 14 tháng 12 | 18:00     | Raphi Kanchanaraphi Pankae Phongarn | 2–0   | Ng Boon Bee Ng Mei Ling | 14–18 | 15–8  | 15–9  |

## Bảng huy chương
| Hạng               | Đoàn               | Vàng | Bạc | Đồng | Tổng số |
| ------------------ | ------------------ | ---- | --- | ---- | ------- |
| 1                  | Thái Lan (THA)     | 3    | 2   | 0    | 5       |
| 2                  | Malaysia (MAL)     | 2    | 2   | 1    | 5       |
| 3                  | Campuchia (CAM)    | 0    | 1   | 0    | 1       |
| 4                  | Miến Điện (BIR)    | 0    | 0   | 4    | 4       |
| 5                  | Lào (LAO)          | 0    | 0   | 0    | 0       |
| Tổng số (5 đơn vị) | Tổng số (5 đơn vị) | 5    | 5   | 5    | 15      |